# Targoszówka (potok)
Targoszówka – potok, lewostronny dopływ Kocońki o długości 6,83 km i powierzchni zlewni 16,19 km². 
Najwyżej położone źródło potoku znajduje się na wysokości 830 m na południowych stokach Leskowca w Beskidzie Małym. Spływa przez miejscowości Targoszów i Kuków, gdzie uchodzi do Kocońki na wysokości 431 m.
Największym dopływem Targoszówki jest potok Sikorówka. Zlewnia Targoszówki obejmuje północne stoki głównego grzbietu Beskidu Małego od Smrekowicy przez szczyty Na Beskidzie, Potrójna i Leskowiec po Groń Jana Pawła II. Od zachodu jej ograniczenie tworzy grzbiet odchodzący od Smrekowicy przez Czarną Górę i Zdziebel, od wschodu południowo-wschodni grzbiet Gronia Jana Pawła II z wierzchołkami Jaworzyna i Harańczykowa Góra.